# الركزة (عبري)
الركزة منطقة سكنية تقع في ولاية عبري، التابعة لمحافظة الظاهرة في سلطنة عمان. يقدر عدد سكانها بـ 377 نسمة حسب إحصاء عام 2010 ِ. التابع للمركز الوطني للإحصاء والمعلومات الحكومي. رمز المنطقة هو 100120552.

## الوصلات الخارجية
- المركز الوطني للإحصاء والمعلومات، سلطنة عمان